# Jesper Isaksen
Jesper Isaksen (Bærum, 1999. október 13. –) norvég korosztályos válogatott labdarúgó, a Kristiansund középpályása.

## Pályafutása

### Klubcsapatokban
Isaksen a norvégiai Bærumban született. Az ifjúsági pályafutását a Kristiansund akadémiájánál kezdte.
2017-ben mutatkozott be a Kristiansund első osztályban szereplő felnőtt csapatában. Először a 2017. június 25-ei, Stabæk elleni mérkőzés 89. percében Liridon Kalludra cseréjeként lépett pályára. Első gólját 2019. november 10-én, a Sarpsborg 08 ellen 4–0-ra megnyert találkozón szerezte. 2020-ban a Stabaekhez igazolt. A 2020-as szezonban két hónapig az Jerv, míg a 2021-es szezonban egy hónapig a Fredrikstad csapatát erősítette kölcsönben. 2021. augusztus 1-jén visszatért a Kristiansundhoz.

### A válogatottban
2017-ben tagja volt az norvég U18-as válogatottnak, ahol összesen három mérkőzésen lépett pályára.

## Statisztikák
2022. szeptember 4. szerint
| Klub                     | Szezon   | Osztály     | Bajnokság | Bajnokság | Kupa  | Kupa | Nemzetközi | Nemzetközi | Összesen | Összesen |
| Klub                     | Szezon   | Osztály     | Meccs     | Gól       | Meccs | Gól  | Meccs      | Gól        | Meccs    | Gól      |
| ------------------------ | -------- | ----------- | --------- | --------- | ----- | ---- | ---------- | ---------- | -------- | -------- |
| Kristiansund             | 2017     | Eliteserien | 2         | 0         | 0     | 0    | —          | —          | 2        | 0        |
| Kristiansund             | 2018     | Eliteserien | 1         | 0         | 1     | 0    | —          | —          | 2        | 0        |
| Kristiansund             | 2019     | Eliteserien | 14        | 1         | 2     | 0    | —          | —          | 16       | 1        |
| Kristiansund             | Összesen | Összesen    | 17        | 1         | 3     | 0    | 0          | 0          | 20       | 1        |
| Stabæk                   | 2020     | Eliteserien | 9         | 0         | 0     | 0    | —          | —          | 9        | 0        |
| Jerv (kölcsönben)        | 2020     | OBOS-ligaen | 13        | 0         | 0     | 0    | —          | —          | 13       | 0        |
| Fredrikstad (kölcsönben) | 2021     | OBOS-ligaen | 8         | 0         | 0     | 0    | —          | —          | 8        | 0        |
| Kristiansund             | 2021     | Eliteserien | 17        | 1         | 2     | 1    | —          | —          | 19       | 2        |
| Kristiansund             | 2022     | Eliteserien | 20        | 0         | 0     | 0    | —          | —          | 20       | 0        |
| Kristiansund             | Összesen | Összesen    | 37        | 1         | 2     | 1    | 0          | 0          | 39       | 2        |
| Összesen                 | Összesen | Összesen    | 84        | 2         | 15    | 1    | 0          | 0          | 89       | 3        |

## Fordítás
Ez a szócikk részben vagy egészben  a   Jesper Isaksen című angol Wikipédia-szócikk fordításán alapul.  Az eredeti cikk szerkesztőit annak laptörténete sorolja fel. Ez a jelzés csupán a megfogalmazás eredetét és a szerzői jogokat jelzi, nem szolgál a cikkben szereplő információk forrásmegjelöléseként.